# DFDT
DFDT或2,2-双(4-氟苯基)-1,1,1-三氯乙烷（英語：Difluorodiphenyltrichloroethane）是一种有机氯杀虫剂，和著名的DDT结构类似，除了两个苯环上的氯原子变为氟原子。
DFDT是德国科学家在二战时期开发的杀虫剂，部分原因是为了避免支付DDT的专利许可费，它被盟军军事情报部门记录在案，但在战后一直默默无闻。直到2019年，纽约大学的化学家报道，DFDT以及只有一个氟原子的取代物MFDT可能是比DDT更有效的杀虫剂，可用来对抗疟疾，且对环境影响更小。